# Jenesien
Jenesien (italià San Genesio Atesino) és un municipi italià, dins de la província autònoma de Tirol del Sud. És un dels municipis del districte i de Salten-Schlern. L'any 2007 tenia 2.843 habitants. Comprèn les fraccions d'Afing (Avigna), Flaas (Valas), Glaning (Cologna) i Nobls (Montoppio). Limita amb els municipis de Bolzano (Bozen), Mölten (Meltina), Ritten (Renon), Sarntal (Sarentino), i Terlan (Terlano).

## Situació lingüística
| Pertinença lingüística (cens 2001) | 97,29% alemany |
| Pertinença lingüística (cens 2001) | 2,59% italià   |
| Pertinença lingüística (cens 2001) | 0,12% ladí     |

## Administració

Territori comunal

| Període | Identitat    | Partit |
| ------- | ------------ | ------ |
| 2004-   | Oswald Egger | SVP    |